# Finnros
Finnros (Rosa acicularis)  är en art i familjen rosväxter och förekommer naturligt från nordöstra Europa till nordöstra och centrala Asien, Japan, samt norra och centrala Nordamerika. Arten kan odlas som trädgårdsväxt i Sverige.

## Underarter och varieteter
Arten är mycket mångformig och många varieteter har beskrivts. De flesta bildar dock mellanformer och numera räknas de oftast som synonymer. 

## Synonymer
subsp. acicularis var. acicularis
- Rosa acicularis f. carelica (Fr.) H.Christ

- Rosa acicularis f. glandulosa (Liou) Kitag.

- Rosa acicularis f. pubescens (Liou) Kitag.

- Rosa acicularis var. alba Y.T.Zhao & H.Xie, nom. inval.

- Rosa acicularis var. albifloris X.Lin & Y.L.Lin

- Rosa acicularis var. doniana (Woods) Regel

- Rosa acicularis var. glandulifolia Y.B.Chang

- Rosa acicularis var. glandulosa T.T.Yu & T.C.Ku, in sched.

- Rosa acicularis var. glauca Regel

- Rosa acicularis var. globularis Nakai ex T.Mori

- Rosa acicularis var. gmelinii C.K.Schneid.

- Rosa acicularis var. hypoleuca C.A.Mey.

- Rosa acicularis var. polyphylla Nakai ex T.Mori

- Rosa acicularis var. pubescens Liou

- Rosa acicularis var. sabinii (Woods) Regel

- Rosa acicularis var. schrenkiana (Crép.) Boulenger

- Rosa acicularis var. setacea Liou

- Rosa acicularis var. setacea Liou ex Y.B.Chang

- Rosa acicularis var. subalpina (Bunge ex M.Bieb.) Boulenger

- Rosa acicularis var. typica Regel

- Rosa acicularis var. glandulosa Liou

- Rosa acicularis var. taquetii (H.Lév.) Nakai

- Rosa alpina Pall.

- Rosa baicalensis Turcz. ex Besser

- Rosa carelica Fr.

- Rosa desertorum Gand.

- Rosa fauriei H.Lév.

- Rosa gmelinii Bunge

- Rosa korsakoviensis H.Lév.

- Rosa lissinensis Gand.

- Rosa ruprechtiana Gand.

- Rosa sichotealinensis Kolesn.

- Rosa suavis Nakai

- Rosa taquetii H.Lév.

subsp. acicularis var. nipponensis (Crép.) Koehne
- Rosa nipponensis Crép.

subsp. sayi
- Rosa acicularis f. plena W.H.Lewis

- Rosa acicularis var. bourgeauiana (Crep.) Crep.

- Rosa acicularis var. cucurbiformis Raup

- Rosa acicularis var. engelmannii (S. Watson) Crép. ex Rehder in L.Bailey

- Rosa acicularis var. lacuum Erlanson

- Rosa acicularis var. rotunda Erlanson

- Rosa acicularis var. sayana Erlanson

- Rosa blanda var. aciculata Cockerell

- Rosa bourgeauiana Crep.

- Rosa butleri Rydb.

- Rosa collaris Rydb.

- Rosa engelmannii S.Watson

- Rosa sayi Schwein.

- Rosa stricta Macoun & J.Gibson